# Bismut(V)-fluorid
Bismut(V)-fluorid ist eine anorganische chemische Verbindung des Bismuts aus der Gruppe der Fluoride.

## Gewinnung und Darstellung
Bismut(V)-fluorid kann durch Reaktion von Bismut(III)-fluorid oder Bismut mit Fluor bei Temperaturen über 500 °C bzw. 600 °C gewonnen werden.
{\displaystyle {\ce {BiF3 + F2 -> BiF5}}}
{\displaystyle {\ce {2Bi + 5F2 -> 2BiF5}}}

## Eigenschaften
Bismut(V)-fluorid ist ein weißer, sehr feuchtigkeitsempfindlicher, kristalliner Feststoff. Er färbt sich an feuchter Luft sofort gelb bis braun. Mit Wasser reagiert es mitunter unter Feuererscheinung, wobei sich Ozon und Bismut(III)-fluorid bilden. Oberhalb 50 °C reagiert es mit Paraffinöl. Es hat eine tetragonale Kristallstruktur mit der Raumgruppe I4/m (Raumgruppen-Nr. 87) und bildet eine Struktur mit linearen Ketten. Es ist ein extrem starkes Fluorierungsmittel und bildet mit Alkalimetallfluoriden Hexafluorobismutate(V) M[BiF6]. Mit Xenondifluorid als starker Fluoriddonor werden in einer Fluoridtransferreaktion je nach Mischungsverhältnis verschiedene ionische Verbindungen gebildet.
{\displaystyle {\ce {2XeF2 + BiF5 -> [Xe2F3][BiF6]}}}
{\displaystyle {\ce {XeF2 + BiF5 -> [XeF][BiF6]}}}
{\displaystyle {\ce {XeF2 + 2BiF5 -> [XeF][Bi2F11]}}}

## Verwendung
Bismut(V)-fluorid wird als Fluorierungsmittel verwendet.